# Atracis nalandensis
Atracis nalandensis är en insektsart som först beskrevs av William Lucas Distant 1914.  Atracis nalandensis ingår i släktet Atracis och familjen Flatidae. Inga underarter finns listade i Catalogue of Life.